# Dyscyplina ruchu
Dyscyplina ruchu - ścisłe przestrzeganie ustalonych zasad komunikacji i łączności w celu zapewnienia sprawności, porządku i bezpieczeństwa w korzystaniu z sieci różnorodnych połączeń (kolejowych, drogowych, wodnych, urządzeń łączności, składnic meldunkowych, poczty polowej itp.).